# Toshiya Fujita
Toshiya Fujita (jap. 藤田俊哉) ur. 4 października 1971 w Shimizu-ku – japoński piłkarz, grający na pozycji napastnika.

## Kariera klubowa
Pierwszym klubem piłkarskim w karierze Toshiyi Fujity był Júbilo Iwata, do którego trafił w 1994. Z Júbilo trzykrotnie zdobył mistrzostwo Japonii w 1997, 1999, 2002, Azjatycką Ligę Mistrzów w 1999 oraz Superpuchar Azji w 1999. Łącznie w barwach Júbilo Fujita wystąpił w 336 meczach, w których zdobył 94 bramek. Indywidualnie Fujita uznany MVP J.League w 2001, Najlepszy Piłkarzem Japonii w 2002 oraz trzykrotnie trafił do jedenastki sezonu w 1998, 2001 i 2002.
W sezonie 2003-04 zaliczył krótki epizod w Europie, gdzie jesienią 2003 był wypożyczony do holenderskiego FC Utrecht. 
W latach 2005–2008 był zawodnikiem Nagoya Grampus. W latach 2009–2010 występował w drugoligowym Roasso Kumamoto, z którego przeszedł do występującego w tej samej klasie rozgrywkowej JEF United Ichihara Chiba w 2011.
| Sezon   | Klub                 | Kraj     | Rozgrywki  | Mecze | Bramki |
| ------- | -------------------- | -------- | ---------- | ----- | ------ |
| 1994    | Júbilo Iwata         | Japonia  | J.League   | 38    | 7      |
| 1995    | Júbilo Iwata         | Japonia  | J.League   | 49    | 11     |
| 1996    | Júbilo Iwata         | Japonia  | J.League   | 25    | 4      |
| 1997    | Júbilo Iwata         | Japonia  | J.League   | 24    | 9      |
| 1998    | Júbilo Iwata         | Japonia  | J.League   | 33    | 17     |
| 1999    | Júbilo Iwata         | Japonia  | J.League   | 29    | 4      |
| 2000    | Júbilo Iwata         | Japonia  | J.League   | 30    | 8      |
| 2001    | Júbilo Iwata         | Japonia  | J.League   | 26    | 11     |
| 2002    | Júbilo Iwata         | Japonia  | J.League   | 30    | 10     |
| 2003    | Júbilo Iwata         | Japonia  | J.League   | 13    | 6      |
| 2003/04 | FC Utrecht           | Holandia | Eredivisie | 14    | 1      |
| 2004    | Júbilo Iwata         | Japonia  | J.League   | 29    | 7      |
| 2005    | Júbilo Iwata         | Japonia  | J.League   | 10    | 0      |
| 2005    | Nagoya Grampus Eight | Japonia  | J.League   | 22    | 2      |
| 2006    | Nagoya Grampus Eight | Japonia  | J.League   | 24    | 2      |
| 2007    | Nagoya Grampus Eight | Japonia  | J.League   | 29    | 2      |
| 2008    | Nagoya Grampus       | Japonia  | J.League   | 8     | 0      |
| 2009    | Roasso Kumamoto      | Japonia  | J2.League  | 50    | 4      |
| 2010    | Roasso Kumamoto      | Japonia  | J2.League  | 13    | 0      |
| 2011    | JEF United Ichihara  | Japonia  | J2.League  | 4     | 0      |

## Kariera reprezentacyjna
W reprezentacji Japonii Toshiya Fujita występował w latach 1995-2005. W 1999 wystąpił w turnieju Copa América 1999, na którym Japonia była zaproszona. W turnieju w Paragwaju wystąpił we wszystkich trzech meczach z Peru, Paragwajem i Boliwią.
W 2001 roku wystąpił w Pucharze Konfederacji, na którym zajęła drugie miejsce. Na tym turnieju był rezerwowym i nie wystąpił w żadnym meczu. W 2004 roku wystąpił w Pucharze Azji, na który Japonia wygrała. Ostatni raz w reprezentacji Fujita wystąpił 28 stycznia 2005 w wygranym 4-0 towarzyskim meczu z Kazachstanem. Ogółem w reprezentacji Japonii wystąpił w 24 meczach, w których strzelił 3 bramki.